# Zoologisk Museum
Zoologisk Museum var et separat museum for zoologi i Universitetsparken i København. I 2004 fusionerede Zoologisk Museum med Københavns Botanisk Have og Geologisk Museum som en del af Statens Naturhistoriske Museum. Men i den første årrække blev de oprindelige separate lokaliteter bevaret. I 2022 lukkede Zoologisk Museum i Universitetsparken, men vil genåbne som en del af det større samlede Statens Naturhistoriske Museum i 2025, placeret i det nordøstlige hjørne af den Botanisk Have.
Statens Naturhistoriske Museum er organiseret under det Natur- og Biovidenskabelige Fakultet på Københavns Universitet og har ansvaret for forvaltningen af de nationale naturhistoriske samlinger og den tilknyttede forskning og formidling.

## Historie
For over 350 år siden blev den spæde begyndelse til Zoologisk Museum i København gjort. Et af Europas ældste museer blev skabt i København af den vidt berømte professor Ole Worm, der levede fra 1588 til 1654. Det indeholdt mange mærkværdige ting og sager, og en af dem findes den dag i dag på Zoologisk Museum: En hestekæbe omvokset af en trærod. Da Ole Worm døde, købte Frederik 3. store dele af hans museum til Det Kongelige Kunstkammer. I 1862 blev det nuværende Zoologisk Museum skabt ved en sammenlægning af kunstkammerets efterfølger, Det kongelige naturhistoriske museum og Københavns Universitets zoologiske museum. I Krystalgade blev en for sin tid imponerende bygning opført, og 2. november 1870 blev publikum for første gang lukket indenfor i udstillingerne. I den bygning forblev dansk zoologi i næsten et århundrede. Efterhånden som museets samlinger voksede, var der ikke længere plads nok i bygningen i Krystalgade. Store dele af samlingerne måtte opbevares uden for museet, og udstillingerne forekom gammeldags. 31. oktober 1966 var sidste åbningsdag i det gamle museum. På det tidspunkt var arbejdet på de nye udstillinger i det nybyggede museum i Universitetsparken allerede i gang, og i 1970 åbnede man for publikum.
Zoologisk Museum lukkede i oktober 2022 som en del af forberedelserne til den nye museumsbygning i Botanisk Have, der forventes at åbne for publikum i 2025. Her samles både botanik, zoologi og geologi.

## Udstillinger

### De første udstillinger
De nye faste udstillinger, publikum mødte i 1970, var opbygget efter moderne principper. Foruden studiesamlinger blev udvalgte dyr og deres levevilkår illustreret på forskellig vis, f.eks. ved panoramaer, brug af teknik til at illustrere forskel mellem vinter- og sommerdragt, lydoptagelser af fuglestemmer, forklarende plancher og meget andet. Udstillingerne på Zoologisk Museum beskriver bl.a. Jordens dyreliv og spænder fra Nordpolen til Sydpolen og Danmark efter istiden. 
Den første udstilling, der blev indrettet efter disse principper, var "Danmarks Dyreverden". Udstillingen formede sig som en gennemgang af de danske landskaber. Hvert emne blev indledt med et panorama, og efterfølgende var så illustrationer af forskellige træk ved dyrenes levevis. F.eks. fandtes der i afsnittet om skoven både et panorama af nattelivet og en panoramamodel, der viste smådyr på og under jorden i en flere gange forstørret udgave. Afsnittet om søer var udformet som et åbent panorama, hvor man gik på en bro over søen og dermed havde mulighed for at "gå på opdagelse" i landskabet. Også forureningstemaet var her illustreret her. 
Den næste udstilling, der åbnede, var "Fra pol til pol". Udstillingen former sig som en gennemgang af de forskellige økologiske typer, man finder på en rejse fra nordpolen til sydpolen, f.eks. livet i regnskove og i ørkener. Også i denne udstilling spiller panoramaer en hovedrolle ved formidlingen. I 2001 åbnede udstillingen "Danmarks Dyreverden i 20.000 år" som overtog dele af Danmarksudstillingen, mens andre dele blev nedlagt.

### Nyere udstillinger
I 2009 indviede Zoologisk Museum den nye permanente udstilling Evolution Arkiveret 19. december 2015 hos  Wayback Machine , der fortæller om Charles Darwin og hans forskningsrejser, der bragte ham til at formulere teorien om evolution. Udstillingen blev oprettet i anledning af 200-året for Darwins fødsel og 150-året for hans værk om evolution, Arternes oprindelse. I 2014 indviede Zoologisk Museum den nye permanente udstilling Det dyrebare Arkiveret 16. marts 2016 hos  Wayback Machine, der viser en række af de genstande, som tidligere ellers ikke har været vist frem for offentligheden, fordi de har befundet sig på museets magasiner. Blandt de udstillede genstande er et udstoppet eksemplar af en gejrfugl og kraniet af en dronte - begge uddøde fuglearter. Ligeledes udstilles skelettet af en dinosaur tilhørende arten Diplodocus longus, som levede for 150 millioner år siden i Nordamerika.

### Skiftende udstillinger
Gennem årene har Zoologisk Museum vist en række særudstillinger, bl.a. "Mammutter - kæmperne fra Rusland" (2013 - 2014). 

## Skoletjeneste
Statens Naturhistoriske Museum, som Zoologisk Museum hører under, har en skole- og gymnasietjeneste, der tilbyder undervisning til elever i folkeskolen, SFO, gymnasium, HF og VUC.

## Samlinger
Museumsbygningen i Universitetsparken rummer stadig meget store videnskabelige samlinger fra hele verden. Ud over de ældste samlinger og de danske samlinger er der millionvis af dyr indsamlet på ekspeditioner gennem flere hundrede år. Bragt hjem af mennesker, som arbejdede f.eks. i Grønland eller på De Vestindiske Øer.
Statens Naturhistoriske Museum samler stadig dyr ind, nu mest havdyr og insekter. For pattedyrs og fugles vedkommende nøjes man ofte med at tage små blodprøver til DNA-analyse. Museets zoologer beskæftiger sig med at kortlægge dyrenes slægtskabsforhold og med udforskning af dyrelivet i særligt interessante og truede områder. For eksempel den sydamerikanske regnskov og bjergskovene i Østafrika og Sydøstasien. Også dyrelivet i det nordlige Atlanterhav og i Grønland studeres.